# عباس پهلوان
عباس پهلوان از شناخته شده‌ترین روزنامه نگاران ایران قبل از انقلاب است و چهارده سال سردبیر مجله فردوسی بود که به نشریه روشنفکران ایران شهرت داشت.

## زندگی و فعالیت
عباس پهلوان در ۴ فروردین سال ۱۳۱۶ متولد شد. کار روزنامه‌نگاری را از سن ۱۸ سالگی و با روزنامه‌های «شاهد» و «اتحاد ملل» آغاز کرد و در روزنامه‌های دیگر مثل «آژنگ»، «آتش»، «بامشاد»، «اراده سیاه» و «مهر ایران» قلم زد. وی با اسم مستعار «ع. پیکان» و « آقا شیخ عباس نقال» قلم می‌زد. عباس پهلوان از مؤسسان سندیکای روزنامه نگاران ایران است. وی در مجلات فردوسی و مد روز (زن روز) قلم زده است و مدتی نیز در خبرگزاری پارس (ایرنای امروز)و تاج ورزشی به نوشتن مشغول بود. پس از انقلاب عباس پهلوان مدتی زندانی و سپس مجبور به ترک وطن شد و به اروپا رفت و وقتی اروپا را ناامن دید به آمریکا مهاجرت کرد.

## اعتقادات
عباس پهلوان به میهن دوستی و صراحت لهجه شهرت دارد، بسیار روان و بی تکلف می‌نویسد و بدون ملاحظه حقایق را بیان می‌دارد. وی پس از مهاجرت به لوس آنجلس سردبیر روزنامه فارسی زبان عصر امروز است که مخالف جمهوری اسلامی و دخالت دین در سیاست و طرفدار مردم سالاری و دموکراسی است.
وی همچنین در تلویزیون کانال یک برنامه‌ای به نام «تیتر اول» را در روزهای چهارشنبه یا پنجشنبه (یک بامداد) به وقت ایران اجرا می‌کند و مدتی است انتشار مجله فردوسی را در غربت از سر گرفته است.